# シアター1010
足立区文化芸術劇場（あだちくぶんかげいじゅつげきじょう）は、東京都足立区の千住ミルディスI番館の中にある総合文化施設。愛称はシアター1010（シアター・センジュ）

## 概要
JR常磐線、東武伊勢崎線、地下鉄北千住駅西口の再開発の一環で、2004年4月にオープン。
千住ミルディスI番館（北千住マルイ）内の10階から12階に位置し、劇場をメインとして稽古場、ギャラリー、アトリエが付属している総合文化施設。現在の館長は佐々木太一郎。

## 施設
- 定員701名（1階553席、2階148席）
- 舞台：プロセニアム形式
- 最大間口 幅13m 高さ7.2m 奥行15m 客席可動式（オーケストラピット）
- 演劇を始めとして、寄席、コンサート、プロレスなど各種イベントが行われている。

## その他の施設
- 稽古場1（ミニシアター）（面積 164m2/定員100名）照明と音響の設備を装備している。小劇場、演奏会、本番前のリハーサルなどにも利用可能である。設備：鏡、バー、アップライトピアノ、音響・照明設備。
- 稽古場2（面積 170m2/定員60名）演劇、ダンス、バレエなどの練習に利用可能である。設備：鏡、バー、アップライトピアノ。
- ギャラリー（全面積718m2/定員500名）総面積718m2のオープン・スペース。目的・規模によって利用形態の変更が可能である（A：144m2 B：357m2 C：175m2の3区画）。各種イベント、展示会、パーティ、レセプションなどに利用が可能である。
- アトリエ（面積 222m2/定員100名）展示会やパーティ、各種教室などに利用可能な中規模多目的スペースである。
- 視聴覚室（面積 166m2/定員63名）映画会、映像、音響を利用したセミナーなどに利用可能である。設備：120インチスクリーン、ビデオプロジェクター、16mm映写機、35mmスライド。
- 講義室1（面積96m2/定員54名）講義室2（面積69m2/定員48名）各種講義、会議、研修、集会、サークル活動などに利用可能である。
- 音楽練習室1（面積51m2/定員20名）コーラス、ピアノなどの練習や各種教室などの小規模な多目的スペースである。設備：アップライトピアノ、譜面台。
- 音楽練習室2（面積24m2/定員5名）バンド、ピアノなどの練習に利用可能である。設備：PAシステム、ドラムセット、電子ピアノ、スピーカー、アンプ、マイク。

## 最寄り駅
- JR常磐線、東武伊勢崎線北千住駅
- 東京メトロ日比谷線、東京メトロ千代田線北千住駅